# Kašira
Kašira (anche traslitterata come Kashira) è una cittadina della Russia europea centrale (oblast' di Mosca), situata sulla sponda destra del fiume Oka, 115 chilometri a sud della capitale; fino al 2015 era il capoluogo amministrativo del distretto omonimo.
La cittadina è attestata fin dal 1356, quando sulla riva sinistra della Oka era attestato un piccolo centro agricolo chiamato, dal nome del piccolo fiume che la bagnava, Košira (il fiume è chiamato ai nostri giorni Kaširka). Incorporata nel XV secolo nel Granducato di Mosca, venne duramente attaccata durante le scorribande dei Tatari di Crimea negli anni 1592 e 1596; questo provocò, dopo alcuni anni, il suo abbandono da parte degli abitanti che costruirono una nuova Kašira sulla riva opposta del fiume Oka, cinque chilometri verso monte. Il nuovo insediamento si sviluppò come centro commerciale, arrivando ad ottenere lo status di città nel 1777, sotto il regno di Caterina II. Kašira venne raggiunta nel 1900 dalla ferrovia diretta verso la regione del Don.
Al giorno d'oggi, la cittadina ha un'economia prevalentemente industriale.

## Società

### Evoluzione demografica
Fonte: mojgorod.ru
- 1897: 4.000
- 1926: 22.000
- 1959: 31.600
- 1979: 43.800
- 1989: 44.100
- 2002: 40.898
- 2007: 39.600